# Castelul Książ
Książ este cel mai mare castel din Silezia și cel de-al treilea ca mărime din Polonia, după Malbork și Wawel.

## Galerie

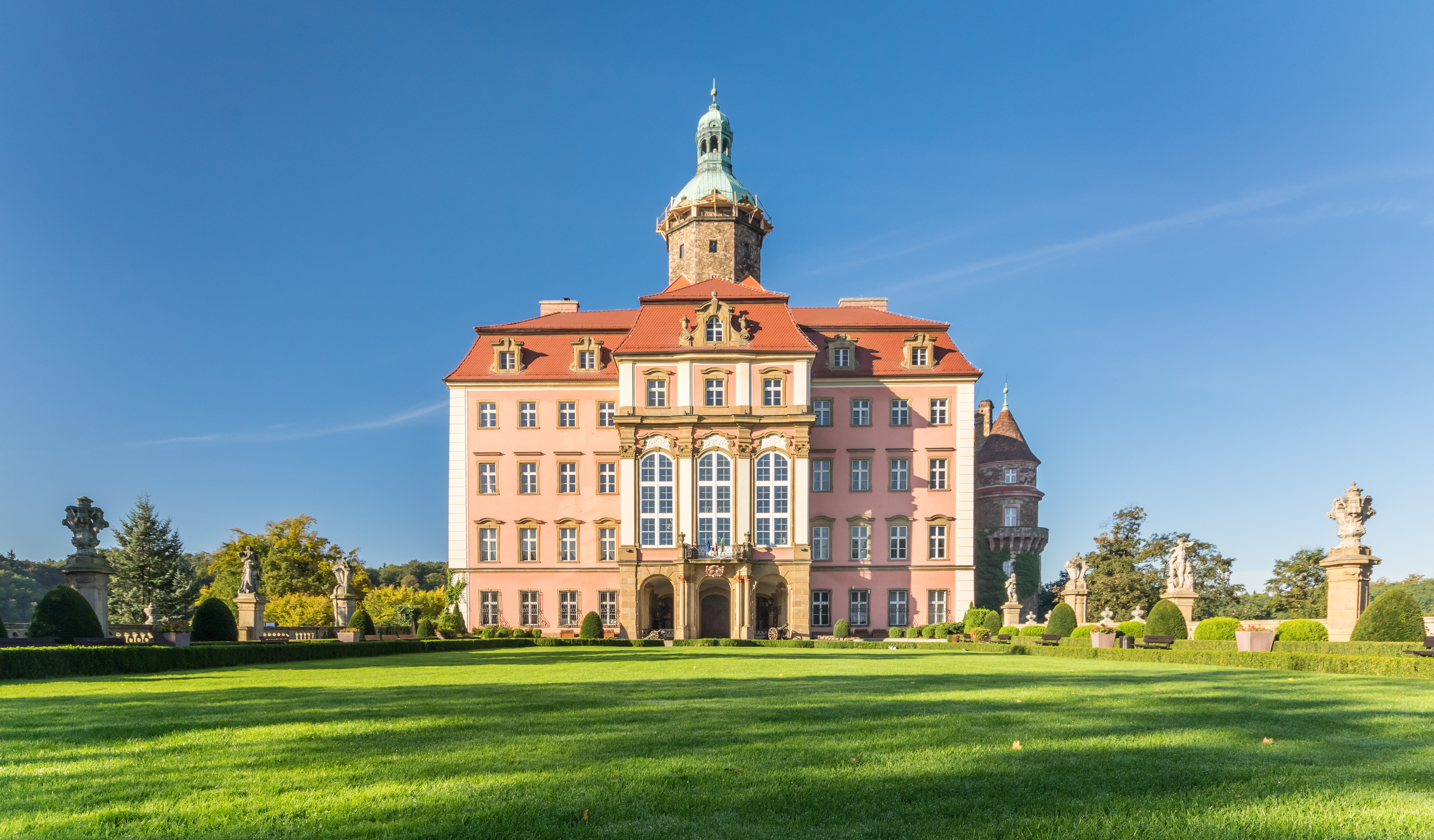
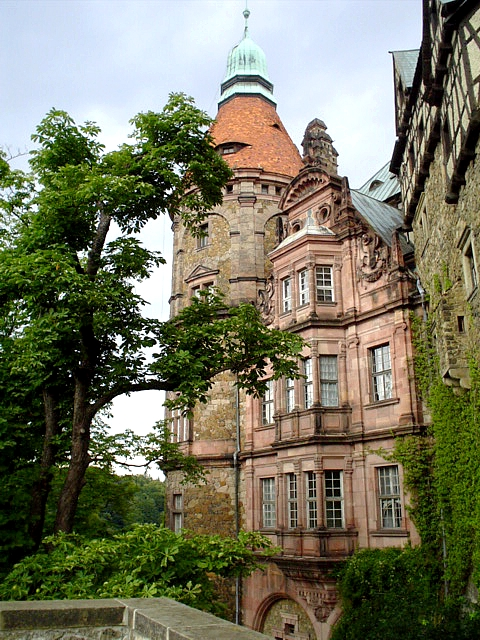
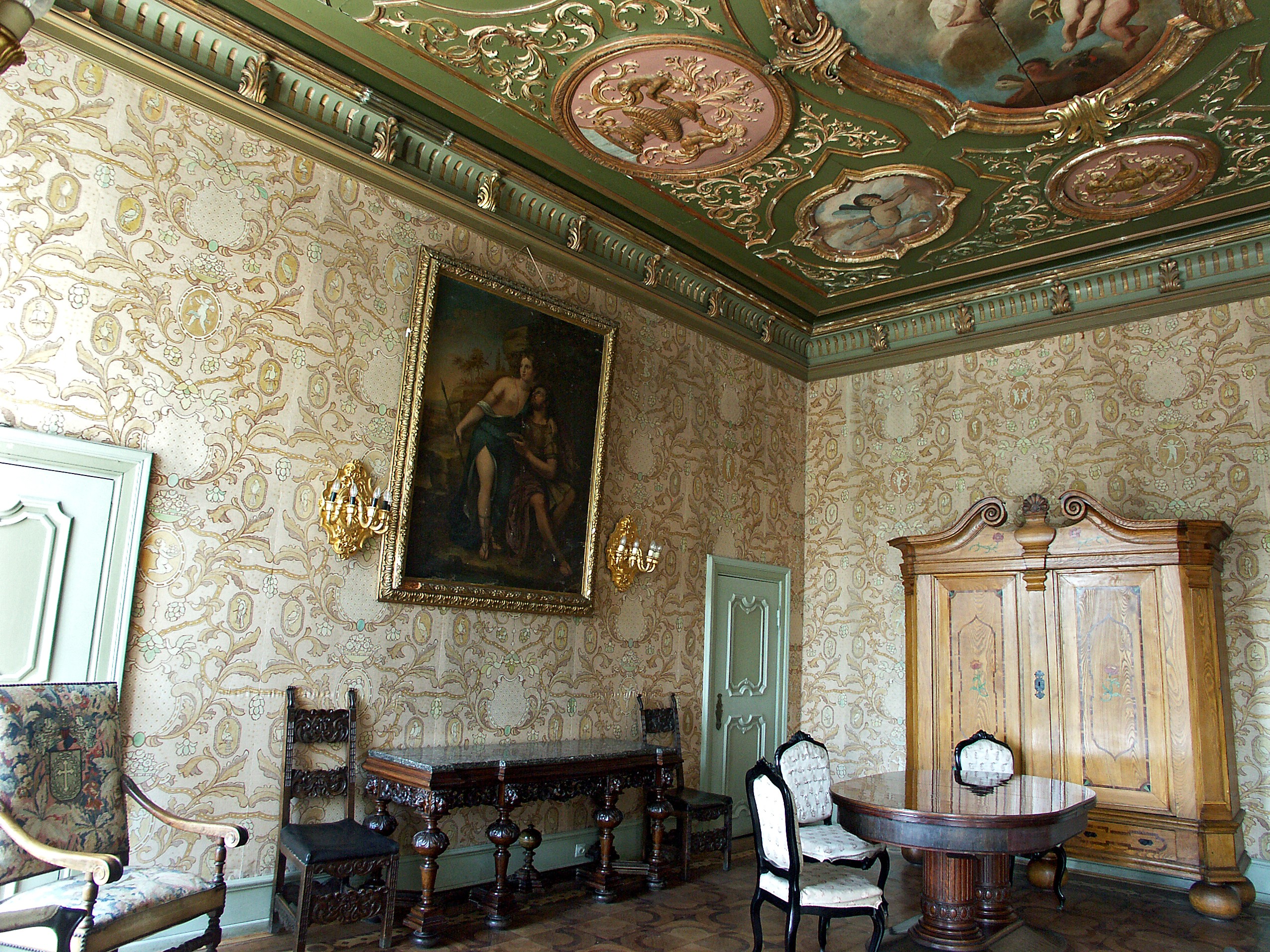
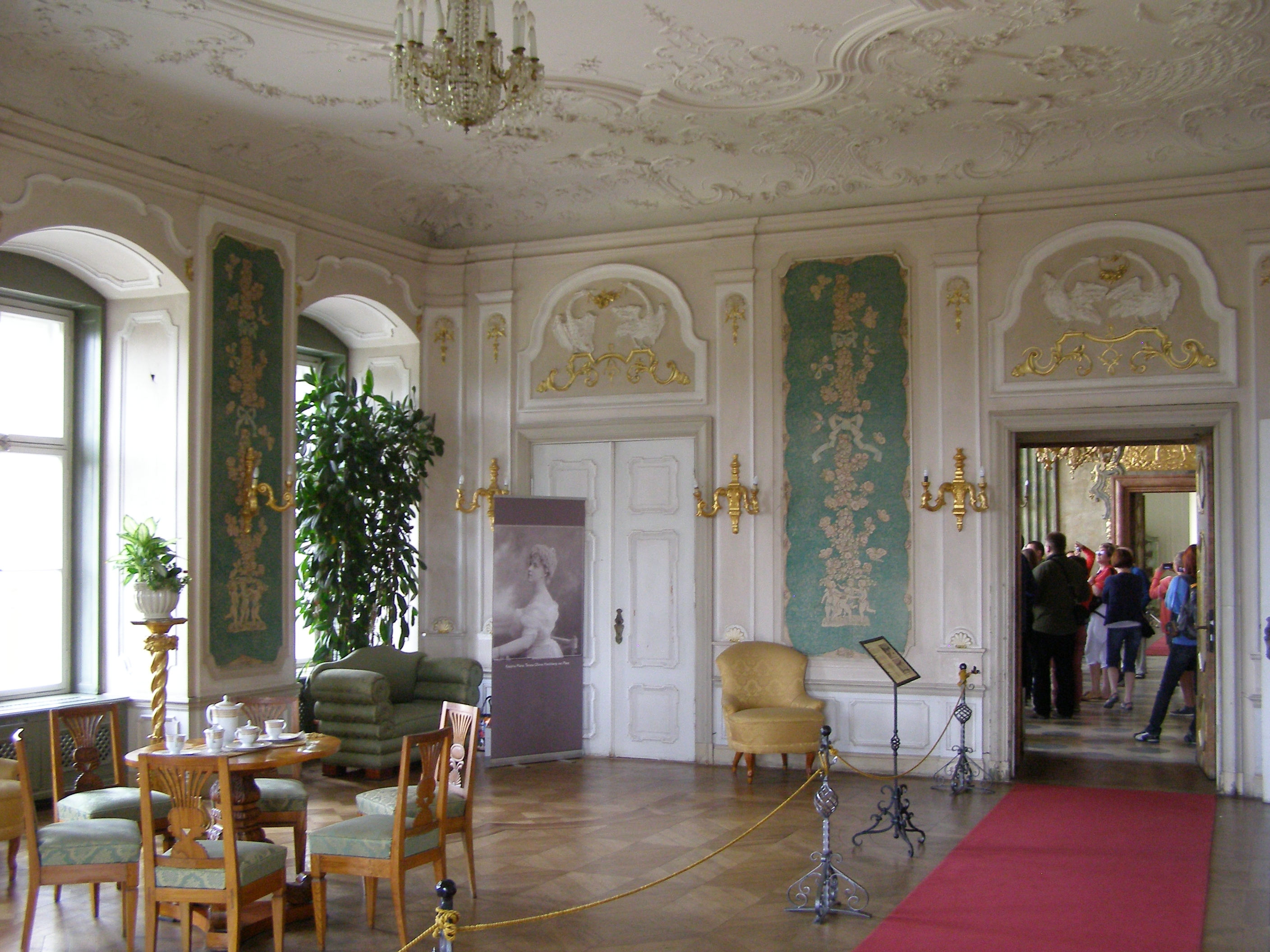
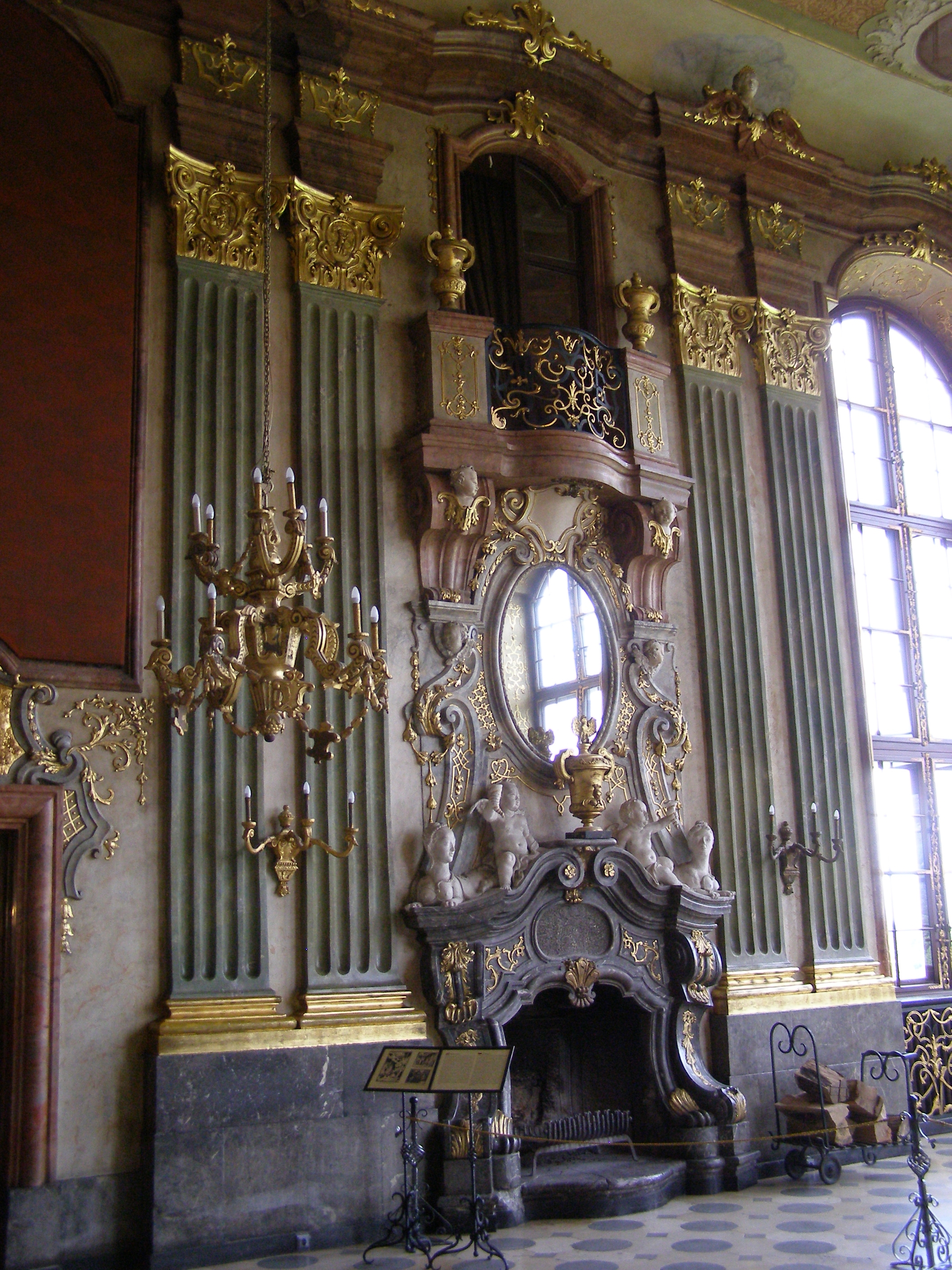
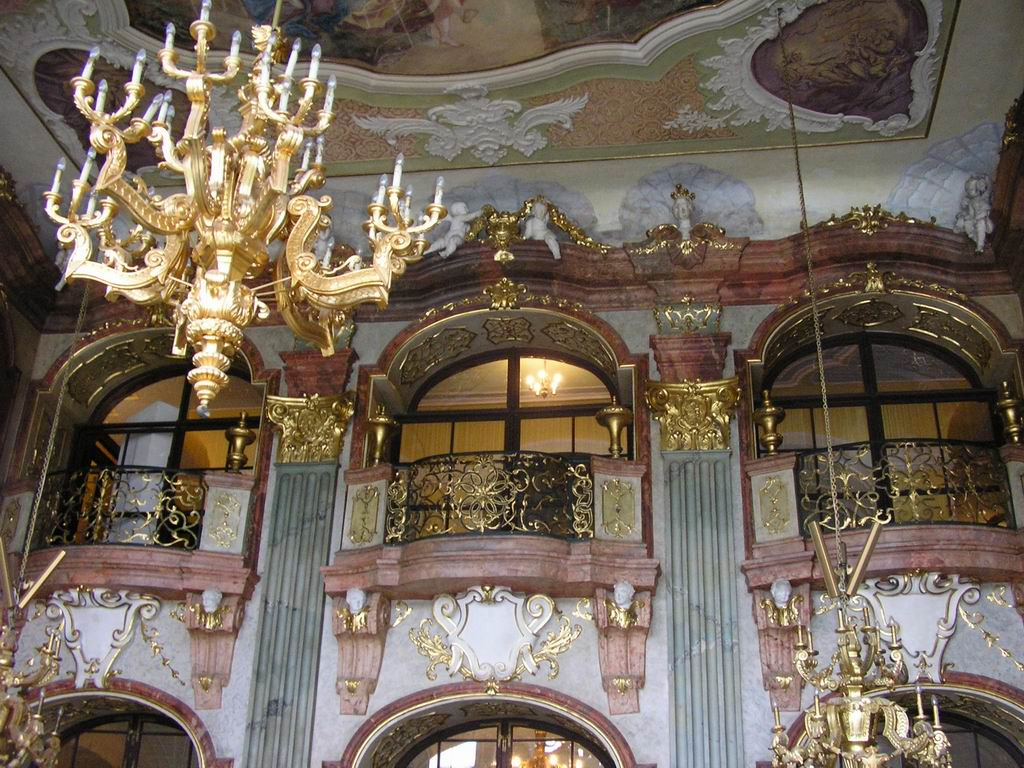
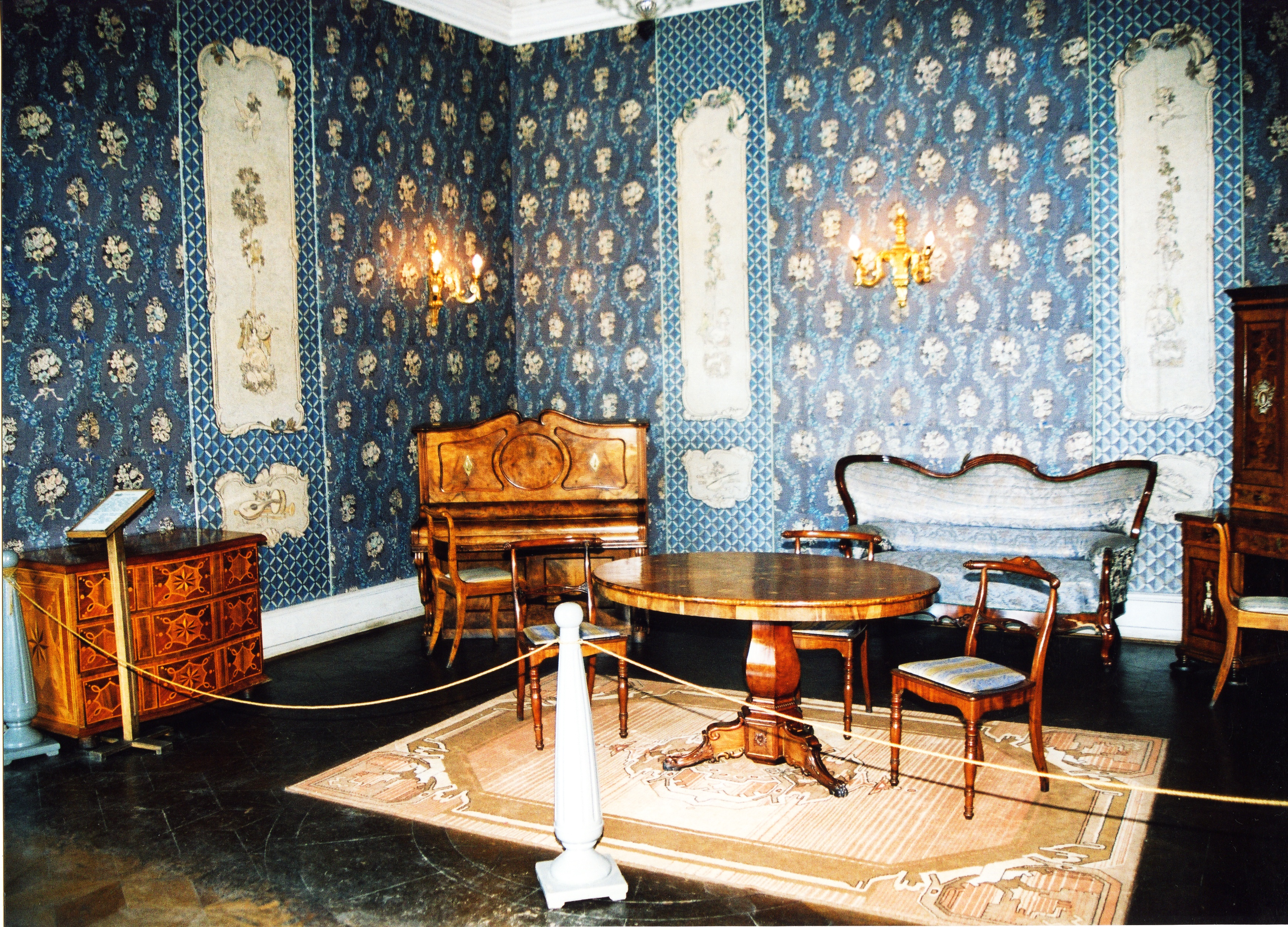
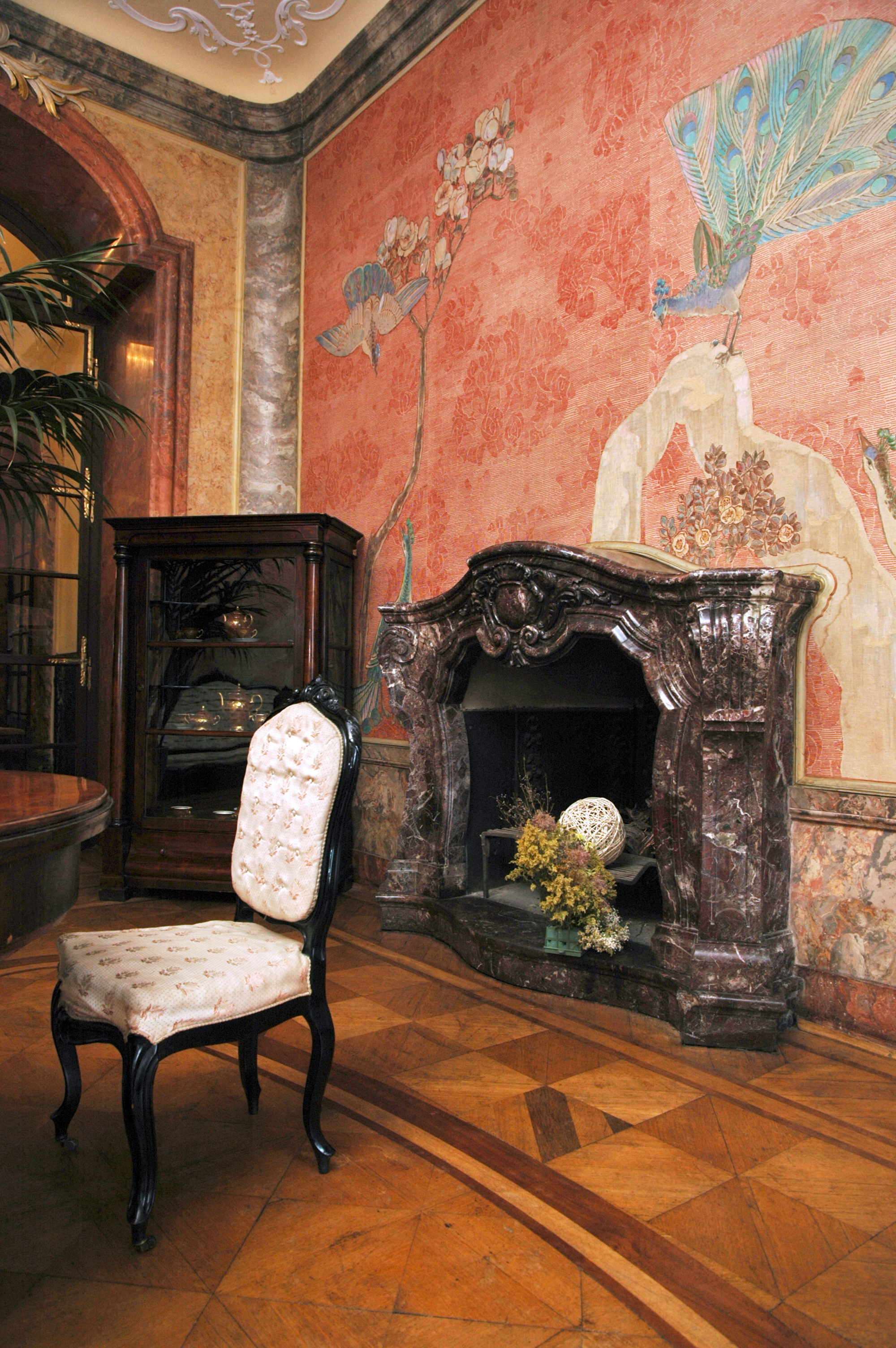
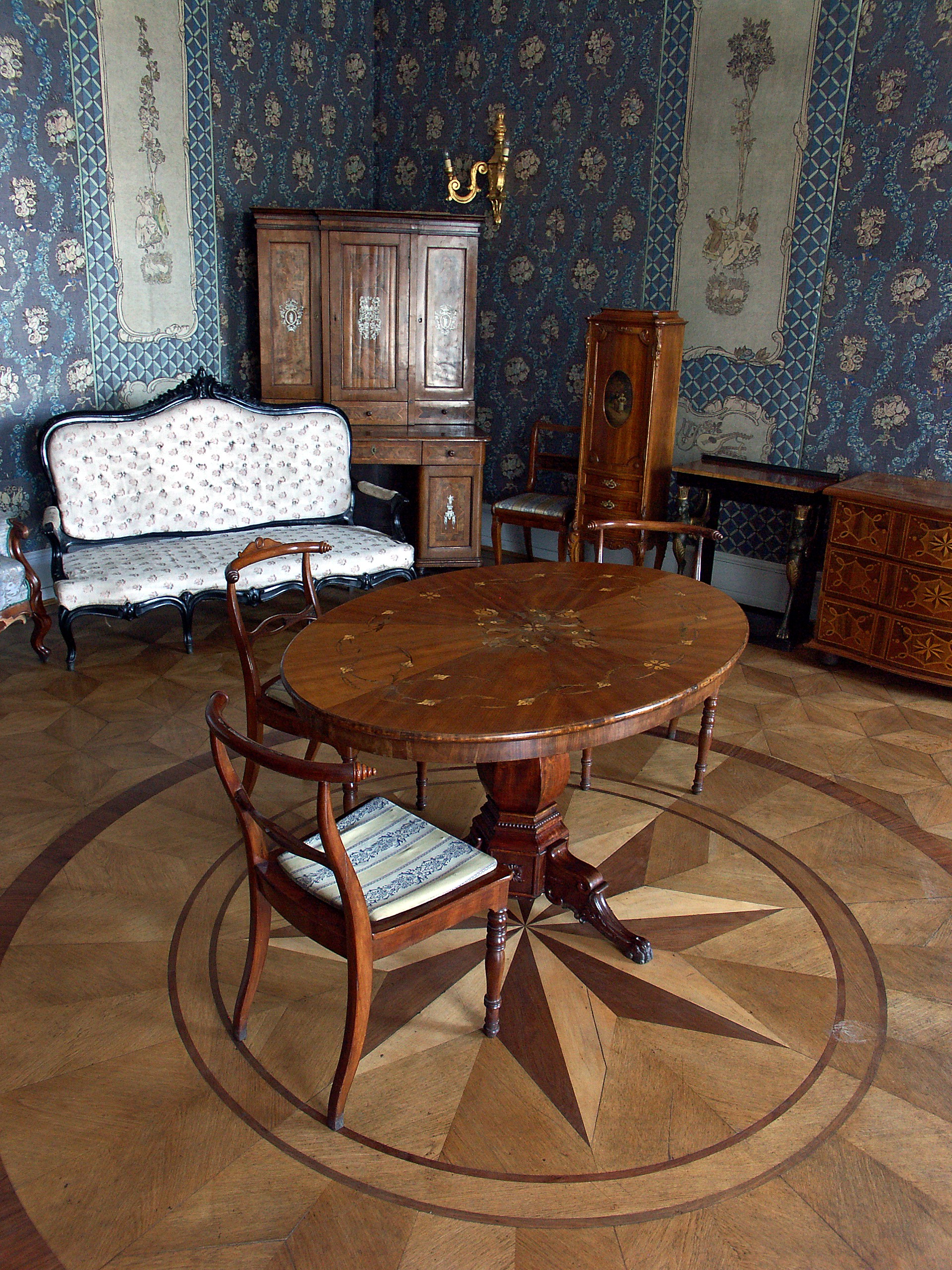
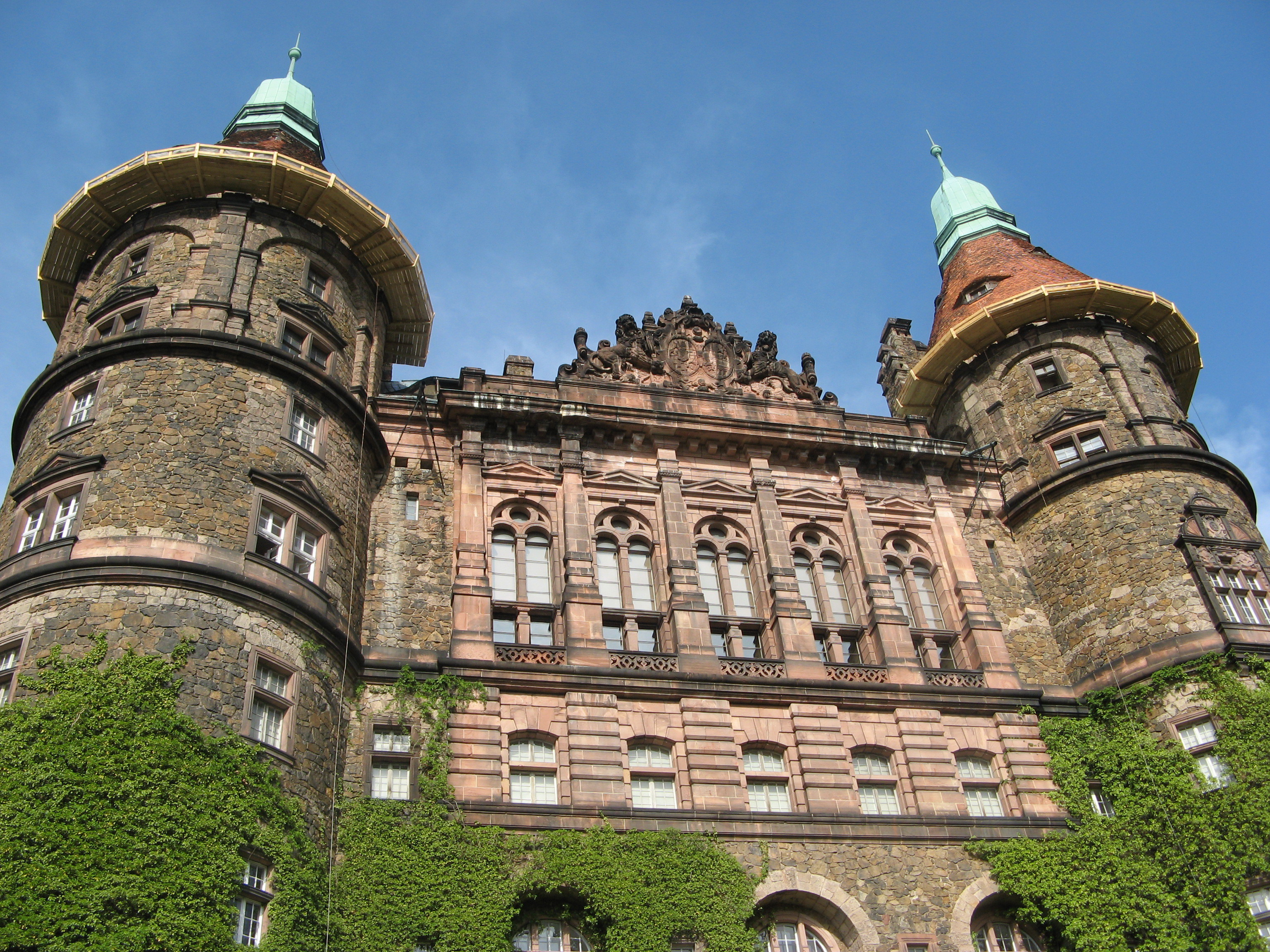
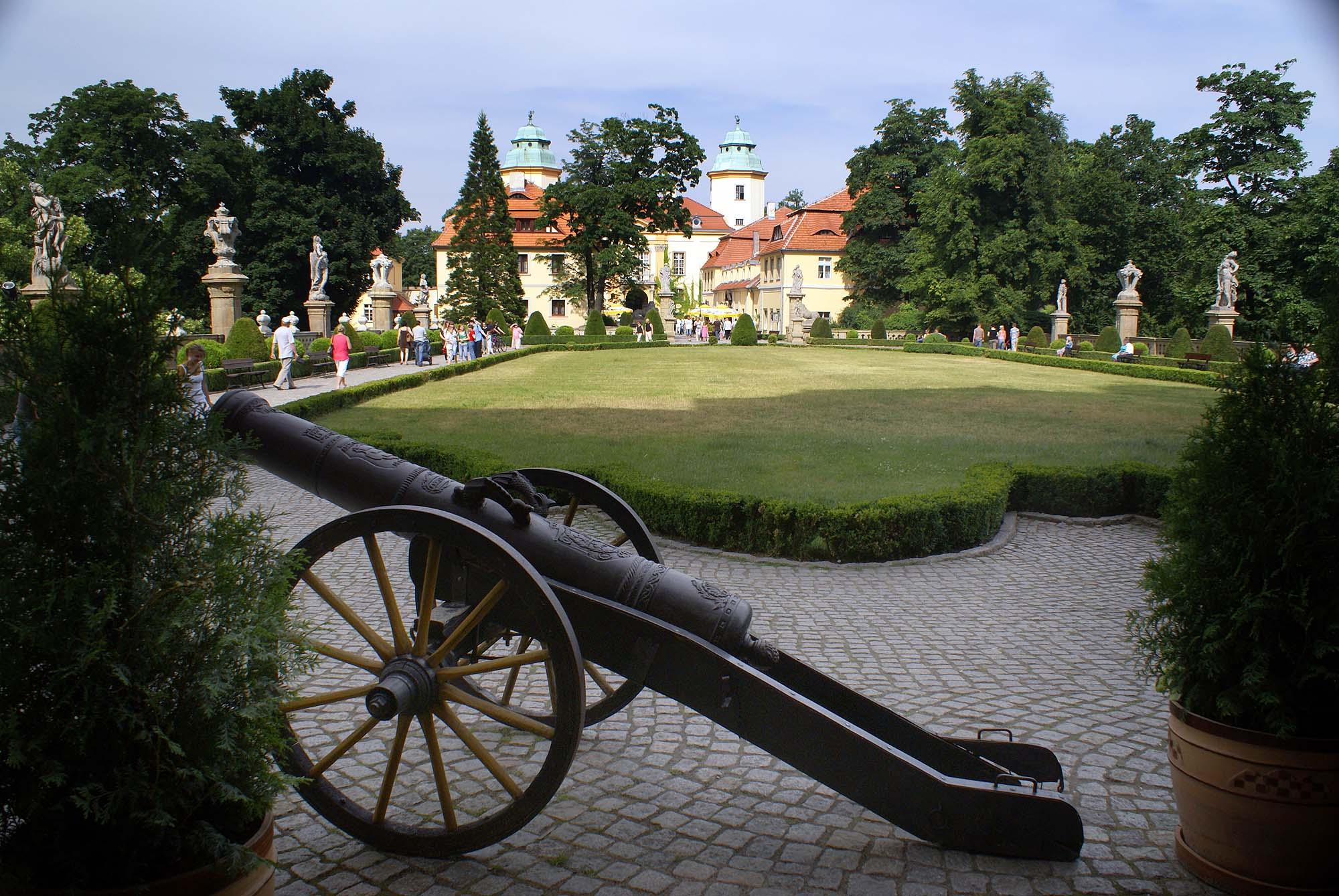
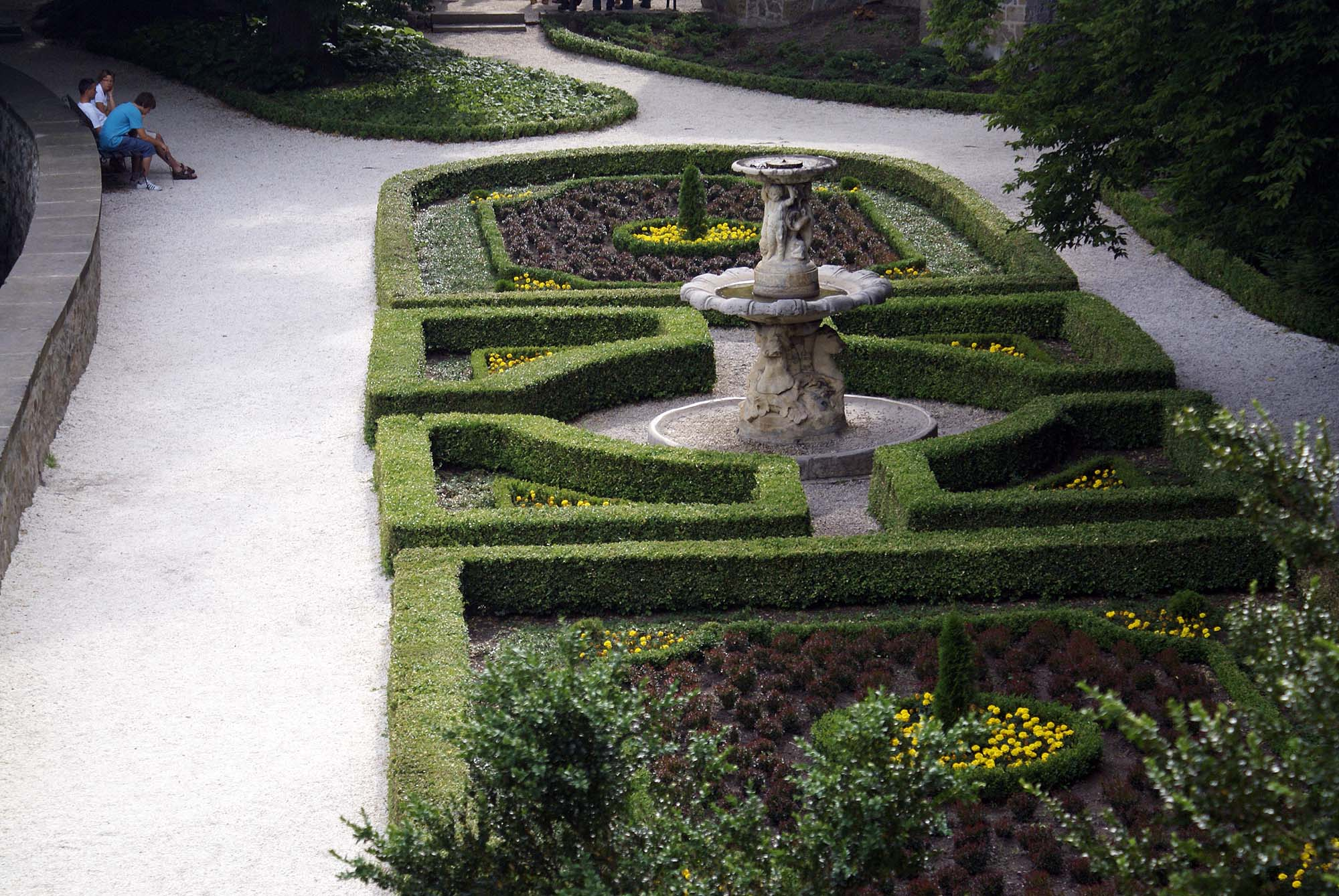
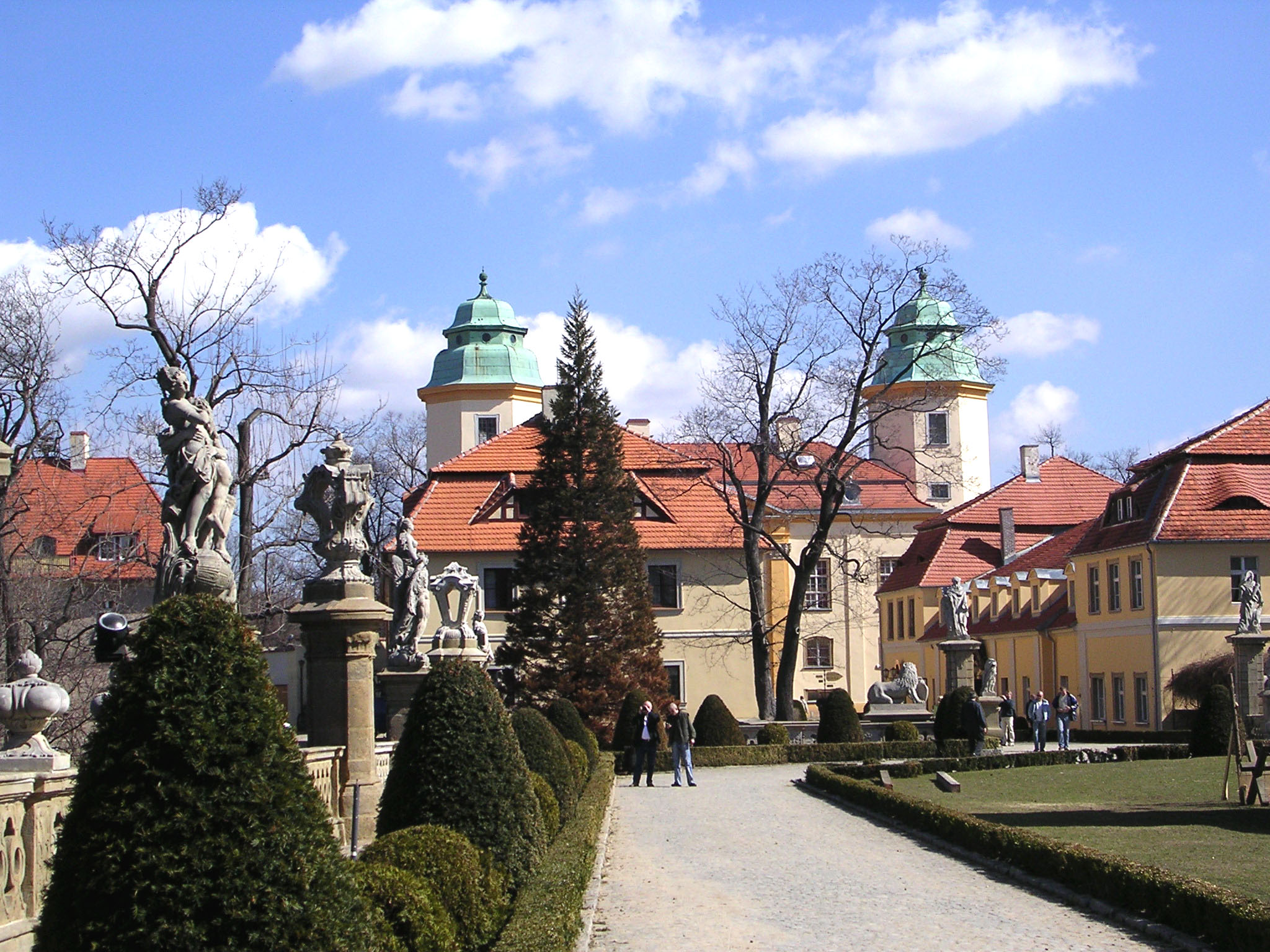
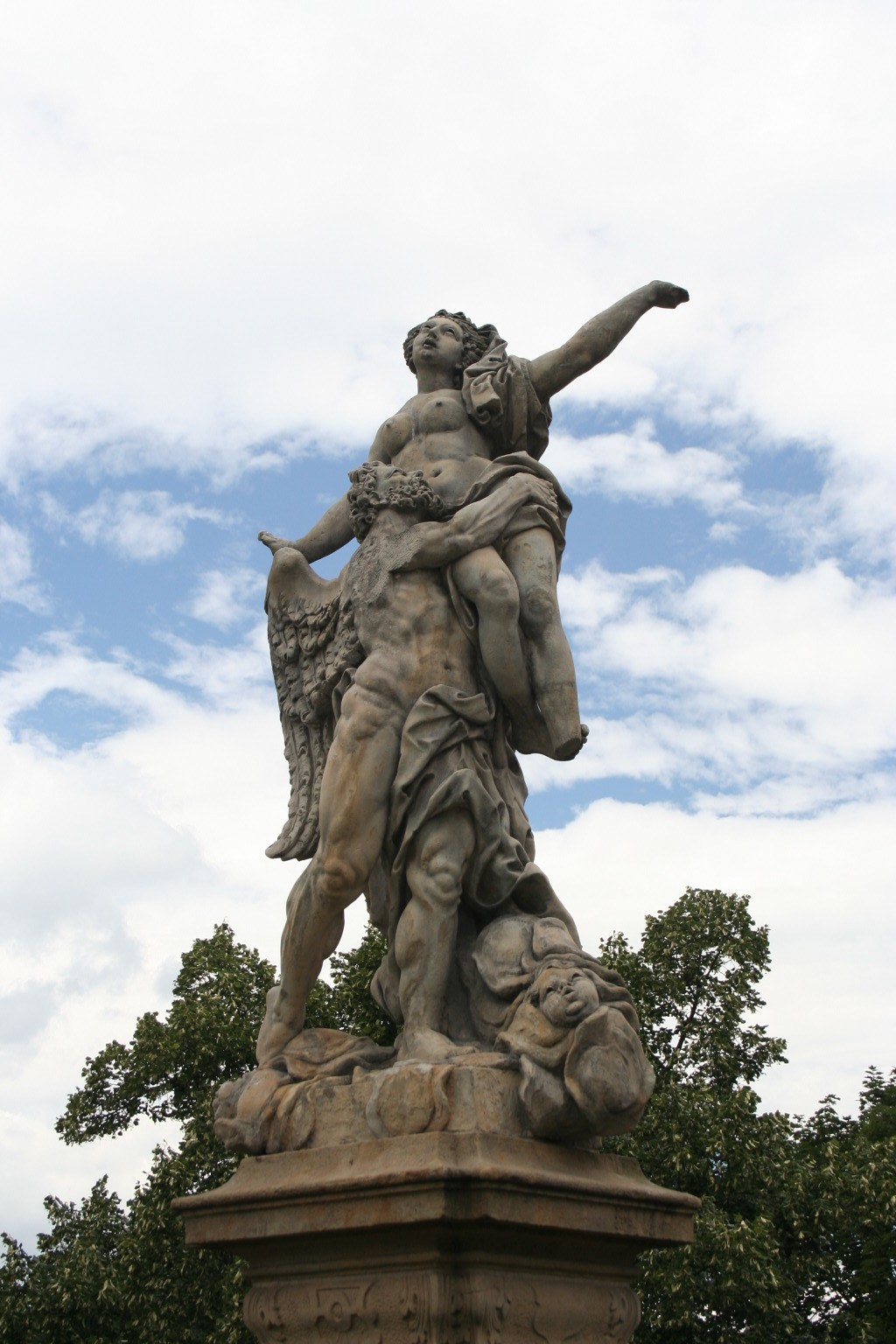